# Robert Burton
Robert Burton, född 8 februari 1577 i Lindley, Leicestershire, och död 25 februari 1640, var en engelsk författare.
Burton arbetade vid universitetet i Oxford och skrev efter omfattande studier The anatomy of melancholy (1621), ett av hans tids mest berömda verk inom den engelska litteraturen. Hans verk avhandlar allt som står i samklang med melankolin. Själv var han en melankoliker och påstås enligt traditionen ha begått självmord för att ej komma sin astrologiska förutberäkning av sin dödsdag på skam.
Han ligger begravd i Christ Church Cathedral, Oxford.